# Jules Tannery
Jules Tannery (Mantes-la-Jolie, 24 de março de 1848 — Paris, 11 de dezembro de 1910) foi um matemático francês.
Orientado por Charles Hermite, obteve um doutorado em 1874 com a tese Propriétés des intégrales des équations différentielle linéaires à coefficients variables.
Descobriu uma superfície de quarta ordem na qual todas as linhas geodésicas são algébricas. Não foi um inventor, mas essencialmente um crítico e metodologista. Observou certa vez que os matemáticos estão tão acostumados com seus símbolos e tem tanta satisfação ao brincar com os mesmos, que é necessário algumas vezes tirar seus brinquedos a fim de os obrigar a pensar.
Influenciou Paul Painlevé, Jules Drach e Émile Borel a ocuparem-se com ciência.
Seus esforços foram direcionados principalmente ao estudo dos fundamentos da matemática e às ideias filosóficas implicadas pelo pensamento matemático.